# Wiesław Skołucki

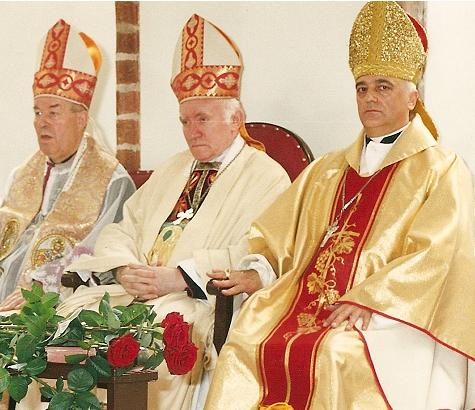
Od lewej: ks. bp Zygmunt Koralewski, ks. bp sen. Wiesław Skołucki oraz ks. inf. Stanisław Bosy

Wiesław Skołucki (ur. 24 grudnia 1937 w Żarnowcu, zm. 8 sierpnia 2015 we Wrocławiu) – biskup diecezji wrocławskiej Kościoła Polskokatolickiego w RP w latach 1979–2004.

## Życiorys
27 maja 1961 został wyświęcony na kapłana rzymskokatolickiego przez bpa Czesława Kaczmarka. W latach 1961–1964 był wikariuszem parafii rzymskokatolickich w Sokolinie i Ogrodzieńcu. W 1964 przeszedł do Kościoła Polskokatolickiego i został kanclerzem Kurii Biskupiej diecezji wrocławskiej tegoż Kościoła. W latach 1967–1971 był dziekanem dekanatu żagańskiego, a w 1971 ponownie kanclerzem Kurii i proboszczem katedry św. Marii Magdaleny we Wrocławiu. 1 lutego 1979 został administratorem diecezji wrocławskiej.
Odbywający się w 1982 synod diecezji wrocławskiej Kościoła Polskokatolickiego w PRL wybrał go na biskupa (jednocześnie biskupem wybrał ks. Zygmunta Koralewskiego). 29 kwietnia 1987 VIII Ogólnopolski Synod Kościoła Polskokatolickiego większością głosów potwierdził ten wybór, powierzając ks. Skołuckiemu urząd ordynariusza wrocławskiego (ks. Zygmunt Koralewski został biskupem pomocniczym diecezji wrocławskiej).
27 maja 1987 został konsekrowany na biskupa w Katedrze św. Marii Magdaleny we Wrocławiu. Głównym konsekratorem był ówczesny zwierzchnik Kościoła biskup Tadeusz Ryszard Majewski.
W związku ze złym stanem zdrowia bp. Skołuckiego, 17 lipca 2004 obowiązki ordynariusza diecezji wrocławskiej objął ksiądz infułat Stanisław Bosy, proboszcz szczecińskiej parafii polskokatolickiej Świętych Piotra i Pawła, tym samym zadecydowano, że siedziba ordynariusza zostanie przeniesiona właśnie do Szczecina.
Zmarł wieczorem 8 sierpnia 2015 we Wrocławiu. Został pochowany na Cmentarzu Osobowickim.

## Odznaczenia
- Złoty Krzyż Zasługi (1979)
- Odznaka Honorowa Gryfa Pomorskiego (1979)
- Złoty Medal „Opiekun Miejsc Pamięci Narodowej” (1981)
- Złoty Order Biskupa Franciszka Hodura (1981)
- Krzyż Kawalerski Orderu Odrodzenia Polski (1985)
- Zasłużony dla Wrocławia i Województwa Wrocławskiego – Złota odznaka (1985)
- Order I Klasy Biskupa Franciszka Hodura (1985)